# 森井食品
森井食品株式会社（もりいしょくひん、英称：Morii Foods Co.,Ltd. ）は、奈良県桜井市に本社を置く葛切・春雨などの乾麺を主とする食品の製造・販売をおこなう企業である。1887年創業。

## 会社概要
関西を地盤とする食品メーカーの一社。主に国産はるさめの他、緑豆はるさめ、くずきり、生くずきり、手延べそうめん（三輪・島原・利賀村）、そば、うどん、なめ茸なども販売している。「ひょうたん印 奈良 三輪 もり井」の商標で知られると共に、同社の本社が三輪に近いことから素麺の製造もおこなっている。
1970年代から1980年代にかけて、関西ローカルながら、テレビCMが放映されていたことで知られる。当時放映されたCMには桂三枝（現・六代目桂文枝）が出演していた。
ひょうたん印の国産はるさめは、九州産さつまいもでんぷんと北海道産じゃがいもでんぷんを使用し、昔ながらの冷凍製法でじっくりと時間と手間をかけ製造している。

## 沿革
- 1887年（明治20年）4月：森井政治朗、奈良県磯城郡桜井町で乾麺製造・加工販売開始
- 1937年（昭和12年）4月：森井利平、日本で最初にはるさめの国産生産技術を開発
- 1940年（昭和15年）2月：森井徳吉、奈良県磯城郡桜井町ではるさめ製造開始 社名を森井はるさめ製造麺工場とする
- 1962年（昭和37年）8月：森井徳吉、全国はるさめ工業協同組合発足初代理事長に就任
- 1963年（昭和38年）3月：三重県名張市にて工場設立。社名を森井はるさめ本舗に変更
- 1966年（昭和41年）9月：長崎県大村市に工場設立
- 1971年（昭和46年）4月：中国産緑豆春雨の輸入・加工販売開始
- 1974年（昭和49年）3月：社名を森井食品株式会社に変更
- 1995年（平成7年）3月：中国山東省に森井食品㈱中国事務所設立
- 1996年（平成8年）1月：中国山東省に緑豆春雨選別加工工場設立
- 1999年（平成11年）9月：森井利平、会長就任 森井一晶、社長就任
- 2002年（平成14年）7月：アメリカ現地法人設立
- 2004年（平成16年）1月：スープそうめん製造
- 2008年（平成20年）10月：森井一晶会長就任　森井啓修社長就任
- 2011年（平成23年）3月：ケンミン食品株式会社と米国事業においての資本業務提携規約締結

## 関連会社
- 森嶋食品工業所（三重県名張市）